# Фармацевтическая (остановочный пункт)
Фармацевти́ческая — остановочный пункт Киевского железнодорожного узла Юго-Западной железной дороги. Расположена между станцией Дарница и платформой Лесничество. Первоначальное название — Мясокомбинат, от Дарницкого мясокомбината, располагавшегося неподалёку. Современное название употребляется с начала 2000-х годов, происходит от близости фармацевтической фирмы «Дарница».
Линия электрифицирована в 1972 году.

## Особенности платформы
Конфигурация узла поблизости станции Дарница такова, что пассажирская посадочная платформа расположена на одноколейном участке, идущем от станции Дарница до станции имени Георгия Кирпы и большинство пригородных поездов прибывает на платформу со стороны Дарницы. В обратном направлении только 2-3 поезда, остальные через платформы "Дарница-Депо" и "ДВРЗ".